# Winter Red
Winter Red es una variedad cultivar de ciruelo obtenida en su medio natural de Rusia.
Las frutas con talla de fruto medio a grueso, de forma ovalada, color de piel rojo púrpura, con numeroso punteado fino de color blanquecino, y pulpa de color amarillo verdoso, textura medianamente firme jugosa, y sabor armonioso, más bien dulce que ácido, aromática. Tolera las zonas de rusticidad según el departamento USDA, de nivel 1 a 3.

## Sinonimia
- "Red of Winter".

## Historia
'Winter Red' variedad de ciruela, un híbrido de parentales desconocidos. Fue añadida a los catálogos de frutas en Estados Unidos en 1887.
'Winter Red' se cultiva en la National Fruit Collection con el número de accesión: 1936 - 057 y nombre de accesión : Winter Red. El espécimen fue recibido en el «National Fruit Trials» (Probatorio Nacional de Frutas) en 1936 procedente de Leningrado.

## Características
'Winter Red' árbol medio y vigor medio, corona ovalada, medianamente densa. Variedad es autofértil,  un polinizador adecuado es otra variedad de ciruela rusa. Las flores florecidas y los frutos pequeños son resistentes a las heladas ligeras. Productividad alta, estable y regular, la fructificación comienza muy temprano.
'Winter Red' tiene una talla de fruto medio a grueso, de forma ovalada, peso promedio 33,90 g, sutura definida; epidermis tiene un color rojo púrpura, con numeroso punteado fino de color blanquecino; pulpa de color amarillo verdoso, textura medianamente firme jugosa, y sabor armonioso, más bien dulce que ácido, aromática.
Hueso semi adherente, pequeño, elíptico, aplanado, surcos poco marcados, superficie rugosa.
Su tiempo de recogida de cosecha se inicia en su maduración en la tercera decena de agosto. Rendimiento alto, estable y regular, inicio temprano. Resistencia a enfermedades y heladas alta.

## Usos
Los frutos tienen uso para procesados culinarios.